# 刘文玺
刘文玺（1968年2月—2022年7月3日），男，蒙古族，中华人民共和国政治人物，曾任河北省人民政府党组成员、副省长，河北省公安厅党委书记、厅长、督察长。

## 生平
曾任公安部经济犯罪侦查局副局长，公安部巡视办主任，中央纪委驻公安部纪检组副组长，中央纪委国家监委驻公安部纪检监察组党总支书记、副组长。
2022年5月27日，从公安部空降至河北任省人民政府副省长、省公安厅厅长。
半个月后，河北省唐山市发生震惊全国的烧烤店打人事件。此后，河北省公安厅6月25日召开全省公安机关视讯会议，宣布展开“夏季治安打击整治百日行动”，刘文玺出席会议，部署整治事宜。
同年7月3日离世，官方死因是因突发疾病经抢救无效，享年54岁。